# Jens Rohde
Jens Rohde (ur. 18 kwietnia 1970 w Holstebro) – duński polityk i dziennikarz, parlamentarzysta krajowy, poseł do Parlamentu Europejskiego VII i VIII kadencji.

## Życiorys
Ukończył w 1989 szkołę średnią (Viborg Katedralskole). W połowie lat 90. studiował nauki polityczne, odbył też różne kursy menedżerskie.
Od połowy lat 80. zajmował się dziennikarstwem. Przez ponad 10 lat był związany z Radiem Viborg. Zaczynał jako komentator sportowy, później zajmował się sprawami Unii Europejskiej jako reporter tej stacji, a w latach 1989–1991 także Danmarks Erhvervsradio. Pracował też w agencjach reklamowych oraz jako korespondent europosła i byłego ministra, Tove'a Nielsena. Prowadził wykłady zawodowe, a w 1998 założył własną firmę konsultingową "JR media".
W 1993 wstąpił do liberalnej partii Venstre. W marcu 1998 został wybrany do duńskiego parlamentu, uzyskiwał reelekcję w 2001 i 2005. Od 2001 zasiadał też w radzie miejskiej Viborga. Z Folketingetu odszedł w styczniu 2007, obejmując stanowisko dyrektora administracyjnego w komercyjnej radiostacji TV 2 Radio. Wcześniej, w 2005, w ramach swojej firmy zaczął produkcję talent show Showtime. W 2008 został dyrektorem generalnym jednej ze spółek medialnych.
W 2009 powrócił do polityki. W wyborach w tym samym roku z listy liberałów uzyskał mandat posła do Parlamentu Europejskiego VII kadencji. W PE przystąpił do grupy Porozumienia Liberałów i Demokratów na rzecz Europy, został też wiceprzewodniczącym Komisji Przemysłu, Badań Naukowych i Energii. W 2014 z powodzeniem ubiegał się o reelekcję na VIII kadencję Europarlamentu. W 2015 przeszedł do socjalliberalnego ugrupowania Det Radikale Venstre. W Europarlamencie zasiadał do 2019, w tym samym roku wybrany ponownie w skład duńskiego parlamentu. W 2021 przyłączył się do Chrześcijańskich Demokratów.